# BMW R 63

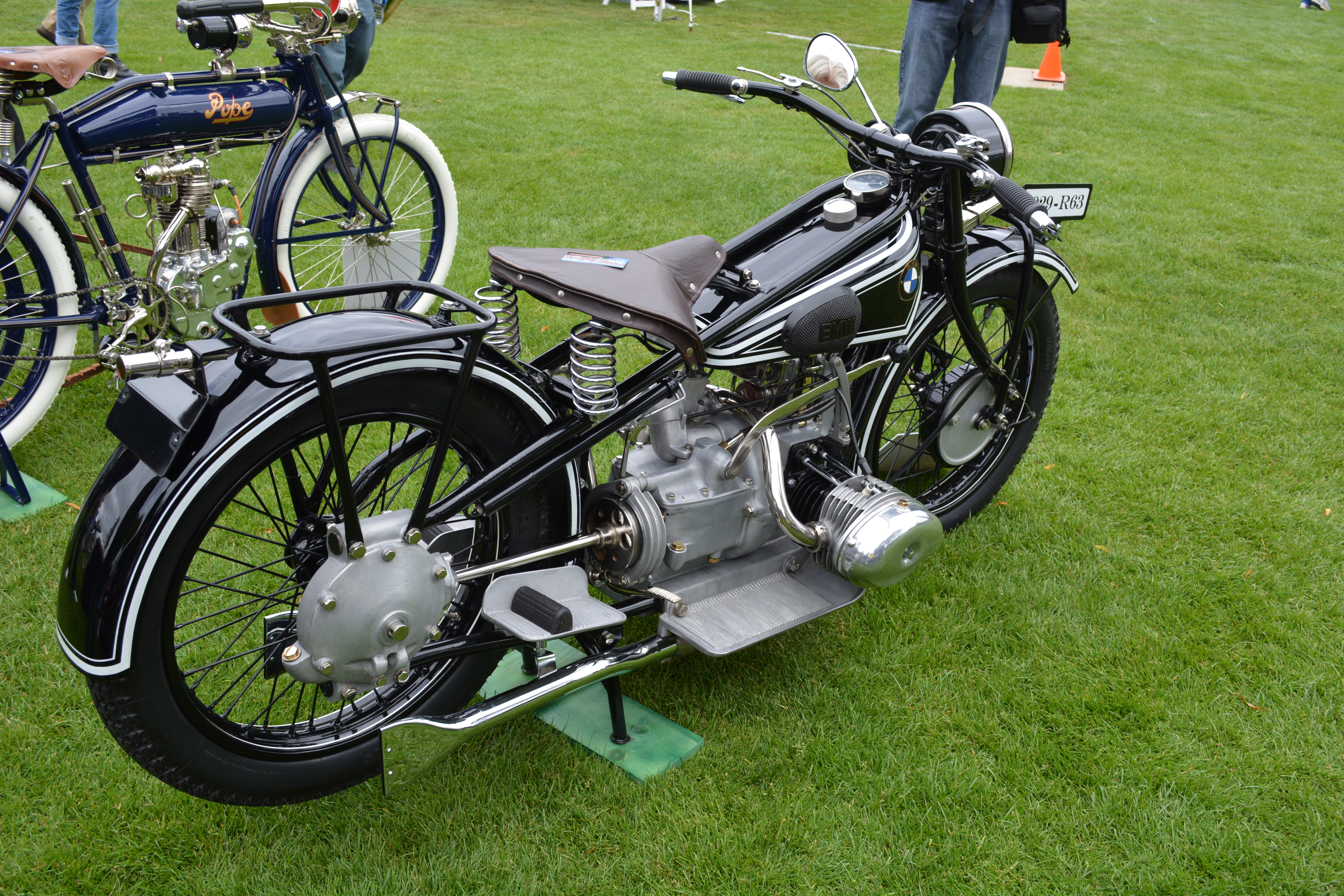
Rückansicht der oberen Maschine

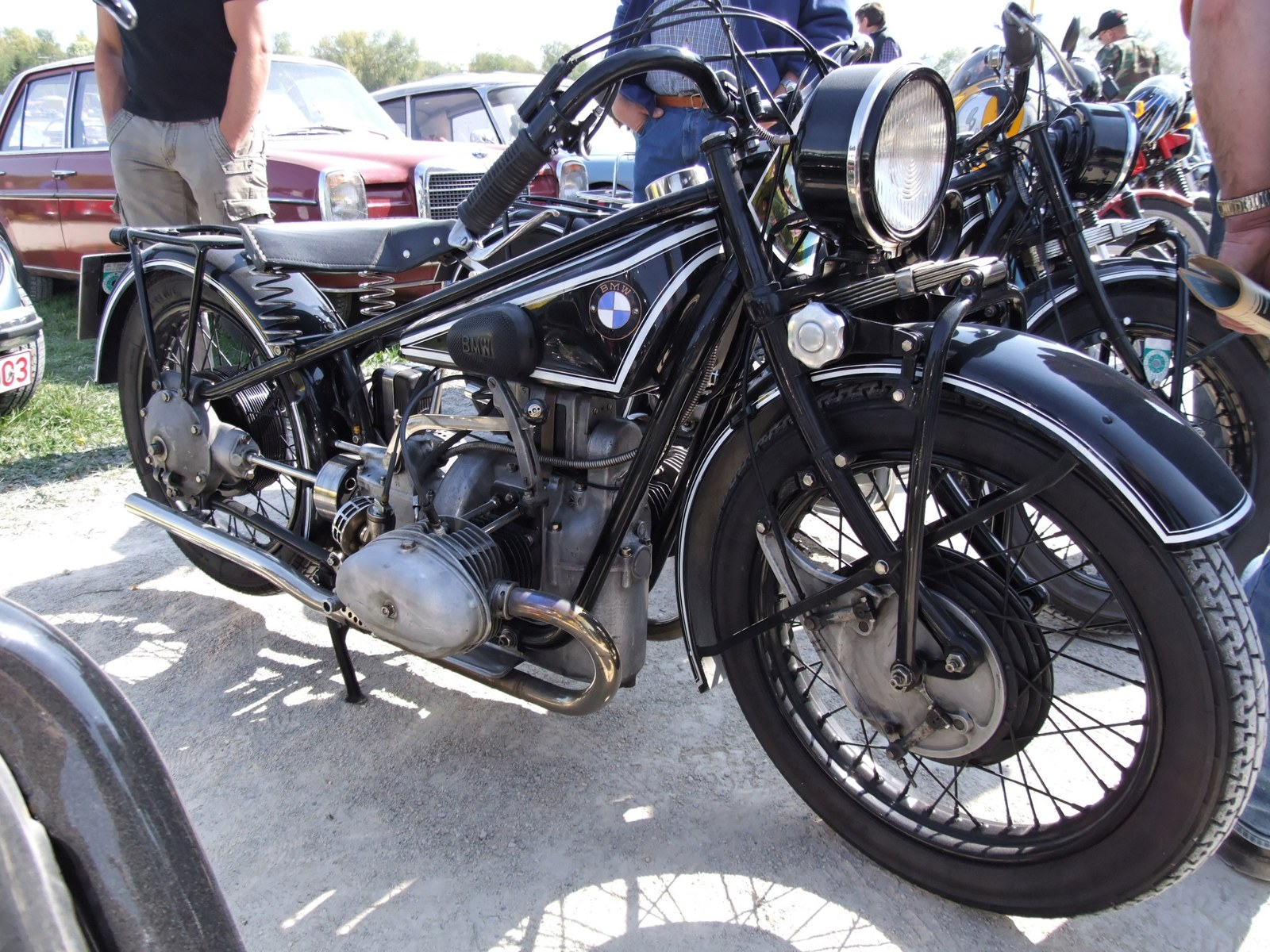
BMW R 63 (1928)

Im Jahr 1928 erschien von BMW als 750er Sportmotorrad die R 63.

## Geschichte

### Entwicklung
Ab Juli 1928 produzierte BMW die R 63 als sportliches Motorrad für die 750-cm³-Klasse; zusammen mit der ebenfalls neuen und weitgehend baugleichen R 57 für die 500-cm³-Klasse.
BMW führte mit diesem Motorrad das Baukastenprinzip weiter. Fahrwerk und Getriebe mit Grundmotor waren weitgehend baugleich; die Differenzierung für die Hubraumklassen mit 500 cm³ und 750 cm³ und nach Sport- und Tourenmodellen wurde durch zwei Kurbelwellen mit um 10 mm unterschiedlichen Hüben, dafür passenden Zylindern mit gleicher Bohrung und kopf- oder seitengesteuerte Zylinderköpfen und Zylindern umgesetzt.

### Vermarktung
Die Produkteinführung – zunächst die beiden Tourenmotorräder R 52 und R 62 und kurz darauf die beiden Sportmodelle R 57 und R 63 – erfolgte im bescheidenen Rahmen, denn auf der Deutschen Automobil-Ausstellung im November 1928 in Berlin wurden bereits die neuen Modelle mit Pressstahlrahmen vorgestellt. BMW stellte die Rohrrahmenmodelle nochmals im Oktober 1928 auf einem großen Stand des Salon de l’Automobile in Paris aus.
Im September 1930 warb BMW mit einem Plakat, das den Kauf einer R 63 durch den Industriellen Henry Ford bekannt gab. Diese BMW ist Teil der Sammlung des Museums The Henry Ford in Dearborn, Michigan.

„Henry Ford, der sich bekanntlich zurzeit in München aufhält, hat auf Grund des Weltrekords von Henne am Mittwoch durch seinen Sekretär Leibold [Ernest G. Liebold] bei dem Leiter der Verkaufsstelle der Bayerischen Motorenwerke in der Brienner Straße eine 750-ccm-Sportmaschine gekauft, die auf seinen Wunsch sofort nach seiner Fabrik in Dramborn (Michigan) versandt wurde.“

## Technik

### Motor
Der Motor mit der Bezeichnung M 60 war als längs eingebauter Zweizylinder-Boxer-Viertaktmotor ausgelegt.

#### Aufbau
Das Motorgehäuse war horizontal teilbar. Ein Zwischenzahnrad oberhalb der Kurbelwelle trieb die noch eine Ebene höher liegende Nockenwelle an, die wiederum die Zündanlage in der nächsten Ebene antrieb. Durch diese Zahnradkaskade baute der Motor für einen Boxermotor relativ hoch.

#### Zylinder
Die Zylinder aus Grauguss hatten abnehmbare Zylinderköpfe aus Leichtmetall und radial verlaufende Kühlrippen.

#### Vergaser
Der Vergaser, eine Eigenkonstruktion von BMW, saugte die Luft durch das Schwungradgehäuse an.
Die Gemischmenge („Gasschieber“) und Gemischzusammensetzung („Luftschieber“) wurde über zwei Hebel an der rechten Lenkerhälfte eingestellt.

### Antrieb
Die R 63 hatte ein handgeschaltetes Getriebe mit Antriebswelle auf der rechten Seite des ungefederten Hinterrades.
BMW bezeichnete die Kraftübertragung vom Getriebe zum Hinterrad als „Kardanantrieb“, die Antriebswelle als „Kardanwelle“ und das Getriebegehäuse am Hinterrad als „Kardangehäuse“ – technisch richtig war es lediglich ein Wellenantrieb des Hinterrades, da es keine Kardangelenke gab.
Das horizontal teilbare Getriebegehäuse war direkt an das Motorgehäuse angeflanscht. Die Eingangswelle mit drei Gängen wurde direkt von der Einscheiben-Trockenkupplung im Schwungrad der Kurbelwelle angetrieben. Die Ausgangswelle trieb über eine Hardyscheibe in direkter Verlängerung die Antriebswelle an.
Das Gehäuse des Kegelradantriebs an der Hinterachse hatte eine Ölfüllung. Das Getriebe war erstmals mit Öl gefüllt – bei der R 42 wurde dort noch mit Fett geschmiert.
Der Kickstarter wurde rechtwinklig zur Fahrzeuglängsachse betätigt; die aufwändige Kegelradumlenkung im Getriebegehäuse war entfallen.

### Fahrwerk
Das Fahrwerk war ein Rohrrahmen ohne Hinterradfederung, die Vordergabel hatte eine gezogene Kurzschwinge mit Blattfederung.
Die Hinterradbremse war als „Kardanbremse“ ausgeführt, die auf den Außenring der Hardyscheibe wirkte.

## Technische Daten
| Kenngröße              | Daten der R 63               |
| ---------------------- | ---------------------------- |
| Bohrung                | 83 mm                        |
| Hub                    | 68 mm                        |
| Hubraum                | 735 cm³                      |
| Verdichtungsverhältnis | 6,2 : 1                      |
| Leistung               | 24 PS (18 kW) bei 4000 min−1 |
| Höchstgeschwindigkeit  | 120 km/h                     |
| Leergewicht            | 152 kg                       |
| Tankinhalt             | 12,5 Liter                   |